# رادوسواف کشیژوفسکی
رادوسواف کشیژوفسکی (لهستانی: Radosław Krzyżowski؛ زادهٔ ۳۰ ژانویه ۱۹۷۲) بازیگر اهل لهستان است.
از فیلم‌ها یا مجموعه‌های تلویزیونی که وی در آن‌ها نقش داشته‌است، می‌توان به تیم، در خوشی و سختی، درخت سحرآمیز، پیت‌بول، پیمان ورشو، قانون حقیقی، پدر متیو، رنگ‌های خوشبختی، ع چون عشق، شش نفر، اتاق خودکشی، یانوشیک: روایتی واقعی، حیوان بزرگ و فهرست شیندلر اشاره نمود.